# Pascal Gay
Pour les articles homonymes, voir Gay.
Pascal Gay, né le 14 avril 1775 à Lyon et mort dans cette même commune le 16 mai 1832 , est un architecte français.

## Biographie
A la sortie du collège de l'Oratoire, Pascal Gay étudie les sciences et les arts et prend des cours de dessin auprès d'Alexis Grognard avant de rejoindre Donat Cochet qui travaille à la construction du Théâtre des Célestins et des bains du pont de pierre. Au décès de Cochet pendant le siège de Lyon à la Révolution, il est embauché comme ingénieur aux travaux de défense de la ville. Ce n'est qu'après les temps révolutionnaires qu'il monte étudier l'architecture à Paris.
Le règne de Napoléon redonne vie à l'École de dessins et des beaux-arts de Lyon qui confie à Gay la chaire d'architecture. Le nouveau maire de Lyon Fay de Sathonay l'embauche comme architecte de la ville.
Il participe en tant que fondateur et premier président au Cercle littéraire de la ville de Lyon en 1807.
Sa bibliothèque, riche en ouvrages sur les arts, a été vendue à Lyon en 1832. Plusieurs exemplaires lui ayant appartenu sont conservés aujourd'hui à la bibliothèque municipale de Lyon. Ils se distinguent par une marque de possesseur manuscrite : une étoile rouge sur la page de titre,.

## Réalisations
Pascal Gay réalise les travaux d'architecture suivants :
- décoration des appartements du Maire à l'hôtel de ville de Lyon ;
- condition des soies à Lyon ;
- halles aux blés, transformés par Ennemond Hotelard en Mont-de-piété, qui sera démoli ;
- arcade du chœur de l'église Saint-Just de Lyon.